# ایستگاه متروی یریتاسارداکان
یریتاسارداکان (ارمنی: Երիտասարդական) ایستگاه متروی ایروان می‌باشد. یریتاسارداکان یکی از ایستگاه‌های اصلی متروی شهر ایروان می‌باشد و در ۸ مارس ۱۹۸۱ برای عموم گشایش یافت.

## نگارخانه

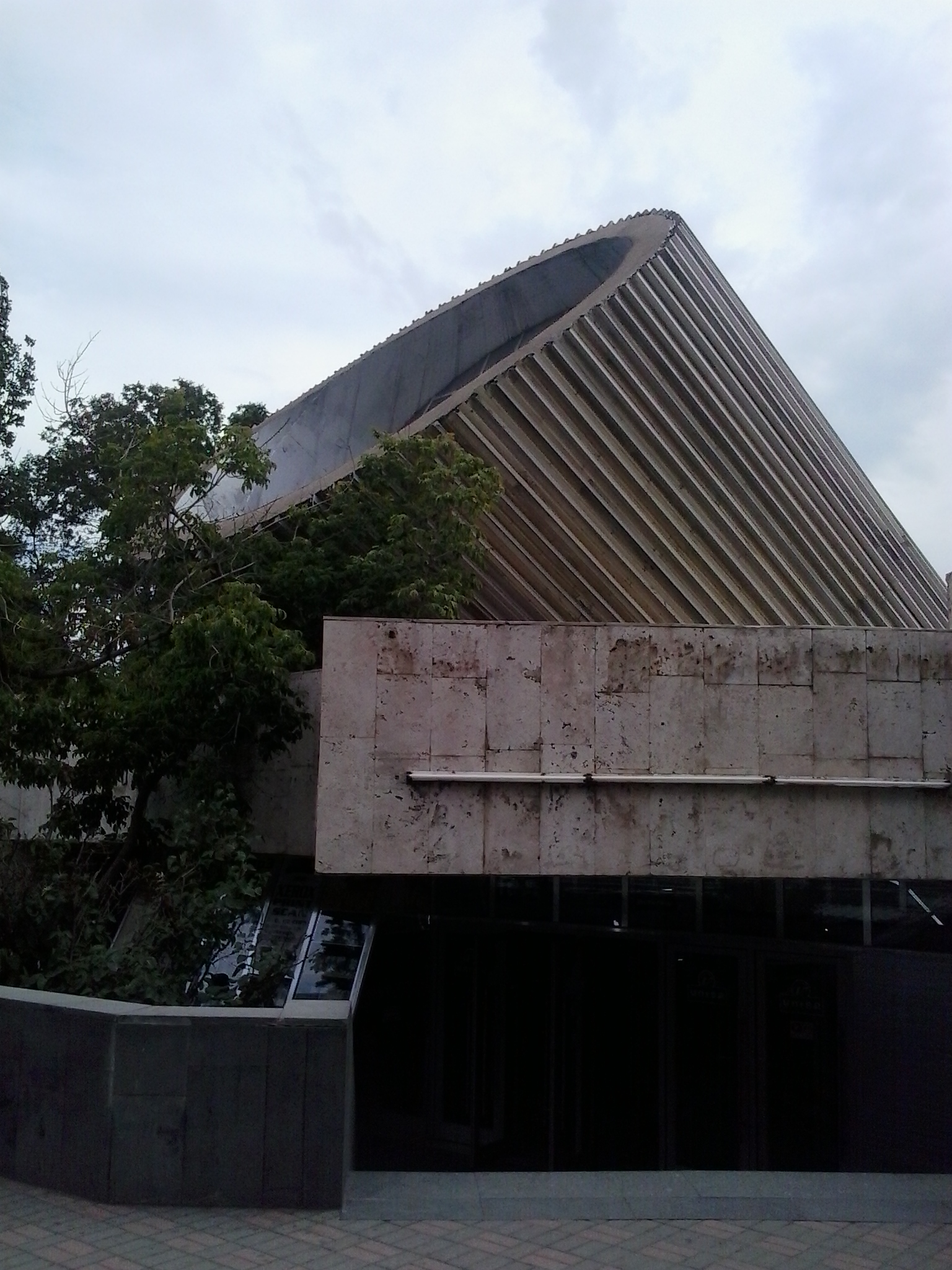
ورودی به ایستگاه
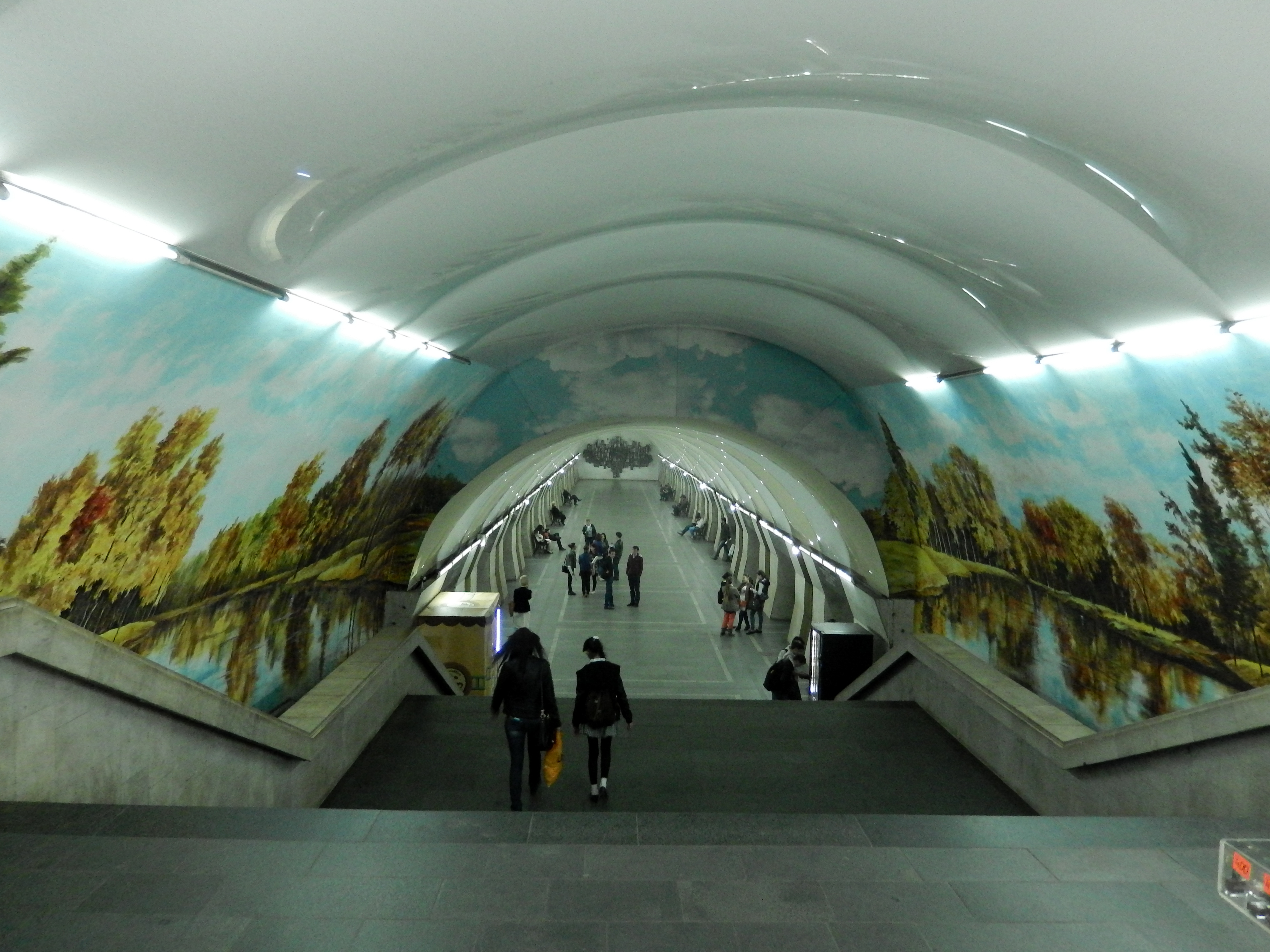
داخل ایستگاه